# 總宮神社
總宮神社（そうみやじんじゃ）は、山形県長井市にある神社。
山形鉄道フラワー長井線のあやめ公園駅の北東、長井あやめ公園の東隣りに鎮座している。

## 歴史
創建は延暦21年（802年）、坂上田村麻呂が東征の際に赤崩山白鳥大明神を祀ったのが始まりとされる。
康平6年（1063年）に源頼義が社殿再建、文禄2年（1593年）に蒲生氏郷・蒲生郷安によって長井郷44ヶ村の神社が合祀され、「總宮」と称されるようになった。
また、直江兼続が参拝の際に手植えしたとされる9本の大杉と、奉献した刀剣が今も残っている。
明治5年（1872年）に郷社、明治13年（1880年）に県社、明治40年（1907年）に神饌幣帛料供進指定神社に列せられた。

## 祭神
- 日本武尊

合殿
- 大己貴命
- 天児屋根命
- 倉稲魂命

## 境内
- 本殿・拝殿
- 神輿庫
- 鐘楼
- 授与所・宝物殿
- 手水舎
- 社務所
- 直江杉（直江兼続植栽の大杉）
- 鳥居（一・二・三）

### 境内社
- 氷川神社（素戔嗚尊）
- 磐戸神社（天手力雄命）
- 厳島神社（市杵島姫命）
- 八幡神社（応神天皇）
- 天神社（菅原道真）
- 山神社（埴山姫）
- 琴平神社（崇徳天皇）
- 養蚕神社（天御食持命）
- 水神社（罔象女神）
- 荒神社（軻遇突智神）
- 道祖神社（猿田彦神）
- 熊野神社（熊野牛王）
- 稲荷神社（倉稲魂命）
- 皇太神社（天照皇大神）

## 文化財
- 鬼面（市重要文化財）
- 黒獅子頭（市重要文化財）
  - 獅子舞（市無形民俗文化財）
- 大型絵馬

等々